# Comunicații dedicate cu rază scurtă de acțiune
Comunicațiile dedicate cu rază scurtă de acțiune (DSRC) sunt o tehnologie pentru schimbul direct fără fir de date vehicle-to-everything (V2X) și alte sisteme inteligente de transport (ITS) între vehicule, alți utilizatori ai drumurilor (pietoni, bicicliști etc.) și infrastructura rutieră (semafoare, panouri cu mesaje electronice etc.) DSRC, care poate fi utilizată atât pentru schimburi de date unidirecționale, cât și bidirecționale, utilizează canale în banda licențiată de 5,9 GHz. DSRC se bazează pe standardul IEEE 802.11p.

## Istoric
În octombrie 1999, Comisia Federală pentru Comunicații (FCC) din Statele Unite a alocat 75 MHz din spectrul de frecvențe în banda de 5,9 GHz pentru utilizări ITS bazate pe DSRC. Până în 2003, DSRC a fost utilizat în Europa și Japonia pentru colectarea electronică a taxelor de drum⁠(d). În august 2008, Institutul European pentru Standarde în Telecomunicații (ETSI⁠(d)) a alocat 30 MHz din spectrul de frecvențe în banda de 5,9 GHz pentru ITS.
În noiembrie 2020, FCC a realocat cei 45 MHz inferiori din spectrul de 75 MHz către banda ISM vecină de 5,8 GHz pentru utilizări non-ITS fără licență, invocând lipsa de adopție a DSRC. Din cei 30 MHz rămași pentru utilizări ITS licențiate, 10 MHz au fost păstrați pentru DSRC (canal 180, 5,895-5,905 GHz) și 20 MHz au fost rezervați pentru un succesor al DSRC, LTE-CV2X (canal 183, 5,905–5,925 GHz).

## Aplicații
Sistemul Electronic Road Pricing din Singapore intenționează să utilizeze tehnologia DSRC pentru măsurarea utilizării drumurilor (ERP2) pentru a înlocui metoda sa ERP1 de tip portal.
În iunie 2017, Departamentul de Transporturi din Utah și Autoritatea de Tranzit din Utah (UTA) au demonstrat utilizarea DSRC pentru prioritatea semnalelor de tranzit pe SR-68 (Redwood Road) în Salt Lake City, prin care mai multe autobuze de transport în comun ale UTA echipate cu echipamente DSRC puteau solicita modificări ale sincronizării semnalelor dacă erau în întârziere.
Alte aplicații includ:
- Sistem de avertizare în caz de urgență pentru vehicule
- Cooperative Adaptive Cruise Control
- Sistemul cooperativ de avertizare în caz de coliziune frontală
- Evitarea coliziunilor în intersecții
- Avertizare privind apropierea unui vehicul de urgență (Blue Waves)
- Inspecția siguranței vehiculelor
- Preluarea semnalelor vehiculelor de urgență
- Plata electronică a parcării
- Autorizarea vehiculelor comerciale și inspecțiile de siguranță
- Semnalizarea în vehicul
- Avertizare în caz de răsturnare
- Colectarea datelor sondei
- Avertizarea intersecțiilor autostradă-feroviar
- Colectarea electronică a taxelor de drum⁠(d)

## Standardizare
Sistemele DSRC din Europa, Japonia și SUA sunt incompatibile și prezintă diferențe semnificative, inclusiv în ceea ce privește spectrul și canalele (5,8 GHz RF, 5,9 GHz RF, infraroșu), ratele de transmisie a datelor și protocoalele.
Organizația europeană de standardizare Comitetul European de Standardizare (CEN), uneori în cooperare cu Organizația Internațională de Standardizare (ISO), a elaborat unele standarde DSRC:
- EN 12253:2004 Comunicații dedicate pe distanțe scurte – Strat fizic utilizând microunde la 5,8 GHz (revizuire)
- EN 12795:2002 Comunicații dedicate pe rază scurtă (DSRC) – Stratul de legătură de date DSRC: Accesul la mediu și controlul legăturii logice (revizuire)
- EN 12834:2002 Comunicații dedicate pe rază scurtă – Strat de aplicație (revizuire)
- EN 13372:2004 Comunicații dedicate pe rază scurtă (DSRC) – Profile DSRC pentru aplicații RTTT (revizuire)
- EN ISO 14906:2004 Colectarea electronică a taxelor – Interfață de aplicație

Fiecare standard abordează straturi diferite din stiva de comunicații a modelului OSI.